# Expoagro
Expoagro es una exposición agropecuaria que se realiza en Argentina desde el año 2007. Es la muestra a campo abierto más importante de la región. Es organizada por Exponenciar S.A., una empresa integrada por Clarín y La Nación –los principales diarios de la Argentina–, y se realiza una vez al año y durante cuatro días, en vísperas del final de la campaña de granos gruesos.

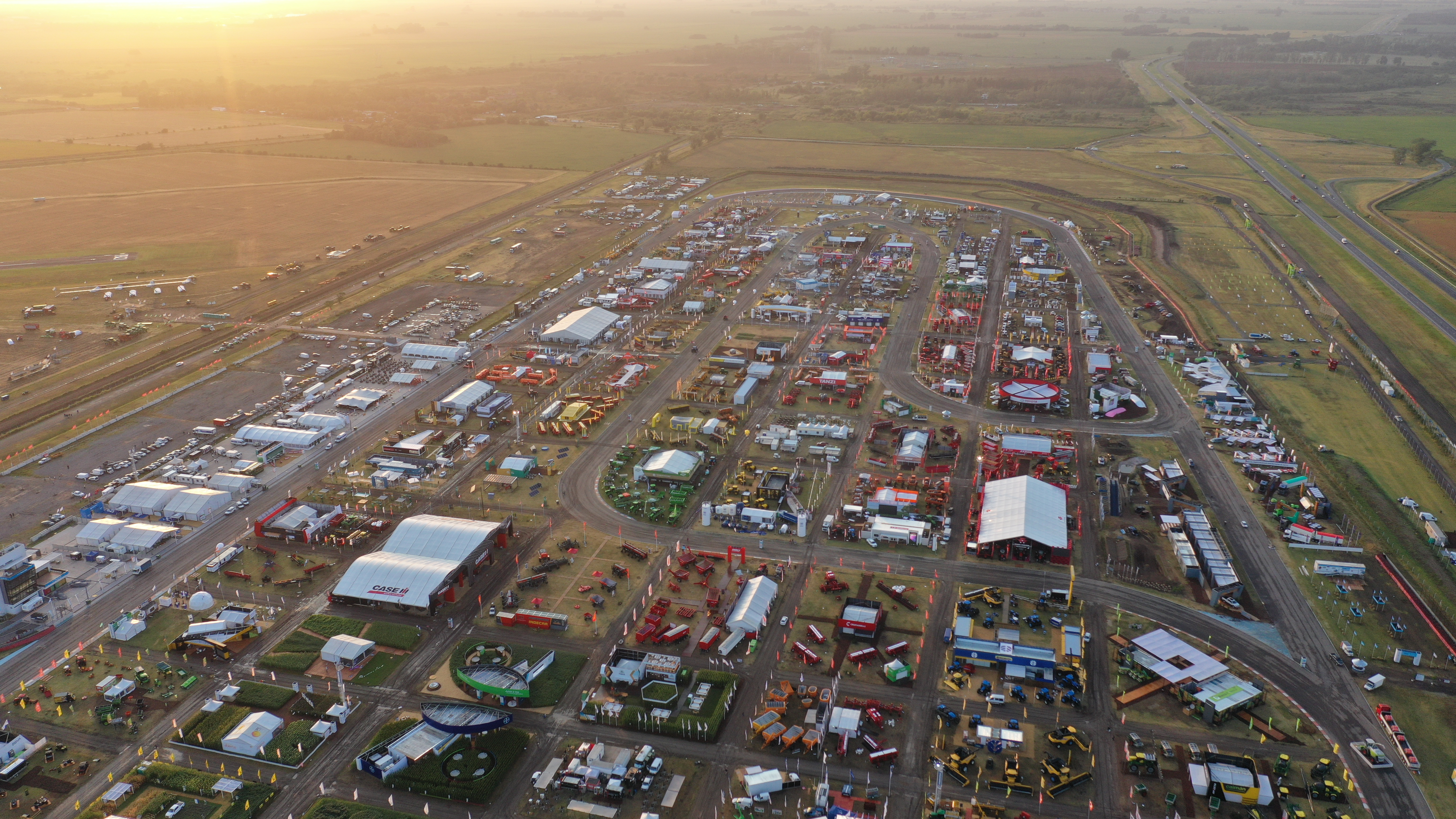
Expoagro 2020 edición YPF Agro en el predio ferial y autódromo de San Nicolás. Buenos Aires. Argentina.

## Características
En Expoagro se despliegan las últimas tecnologías en maquinaria agrícola, semillas, fitosanitarios, ganadería y servicios para la agroindustria.
La muestra posee un sector "estático" que consta de parcelas divididas por calles peatonales donde se ubican los stands de los expositores y otro “dinámico”, en el cual se ponen a prueba cientos de máquinas e implementos agrícolas de última generación para la realización de siembra, cosecha, pulverización, embolsado de granos, hilerado y enrollado, entre otros. 
Consta de un sector ganadero con exhibición de animales y remates; los auditorios con disertaciones; el Centro de Expertos; el Encuentro Nacional de Mujeres en el Agro y la Jornada de Contratistas Rurales.
Durante cuatro días se concentran compradores, vendedores, entidades financieras y rondas de negocios internacionales en un clima único que hace de esta exposición el encuentro más esperado del año.

## Sede estable
Desde 2017, y luego de diez años de ediciones itinerantes, Expoagro se desarrolla en su sede estable: Predio Ferial y Autódromo de San Nicolás, ubicado en el km 225 de la ruta nacional 9, provincia de Buenos Aires. Se encuentra en pleno corazón de la Pampa Húmeda argentina y a pocos kilómetros de los principales centros urbanos del país.

## Capital Nacional de los Agronegocios
Desde 2018, el eslogan de Expoagro es “la Capital Nacional de los Agronegocios”, dado que edición tras edición la muestra se consolida como el lugar de las oportunidades comerciales para la cadena agroindustrial. 

## Alianza con YPF
En marzo de 2019, Exponenciar S.A. e YPF Agro sellaron un acuerdo por tres años que contempla un trabajo en conjunto para potenciar aún más Expoagro, la mayor muestra agroindustrial a cielo abierto de la región y una de las más importantes del mundo.
Hasta 2022 el naming de la megamuestra será Expoagro Edición YPF Agro. La alianza representa la unión estratégica entre dos referentes del sector que apuestan al desarrollo de la agroindustria.

## Expoagro Digital
Del 9 al 11 de septiembre se realizó Expoagro Digital y se convirtió en la primera exposición virtual de la agroindustria al dar el primer paso en la transformación digital de los agronegocios. Atendiendo a las necesidades de los usuarios que integran el sector, Expoagro Digital pasó de ser una exposición a una plataforma virtual que funciona los 365 días del año con el objetivo de brindar información útil, técnica y novedosa para la toma de decisiones de negocios dentro del sector agropecuario.

## Cifras
A Expoagro edición YPF Agro asisten en promedio por cada edición más de 100.000 personas y participan más de 600 empresas expositores con nuevos productos y lanzamientos distribuidos en más de 220.000 m². Suelen participar más de 12 entidades bancarias entre públicas y privadas. Además durante todos los días de las expo suceden remates ganaderos. En general en cada edición se instalan más de 10 plots de cultivos en pie sembrados por las principales empresas semilleras.

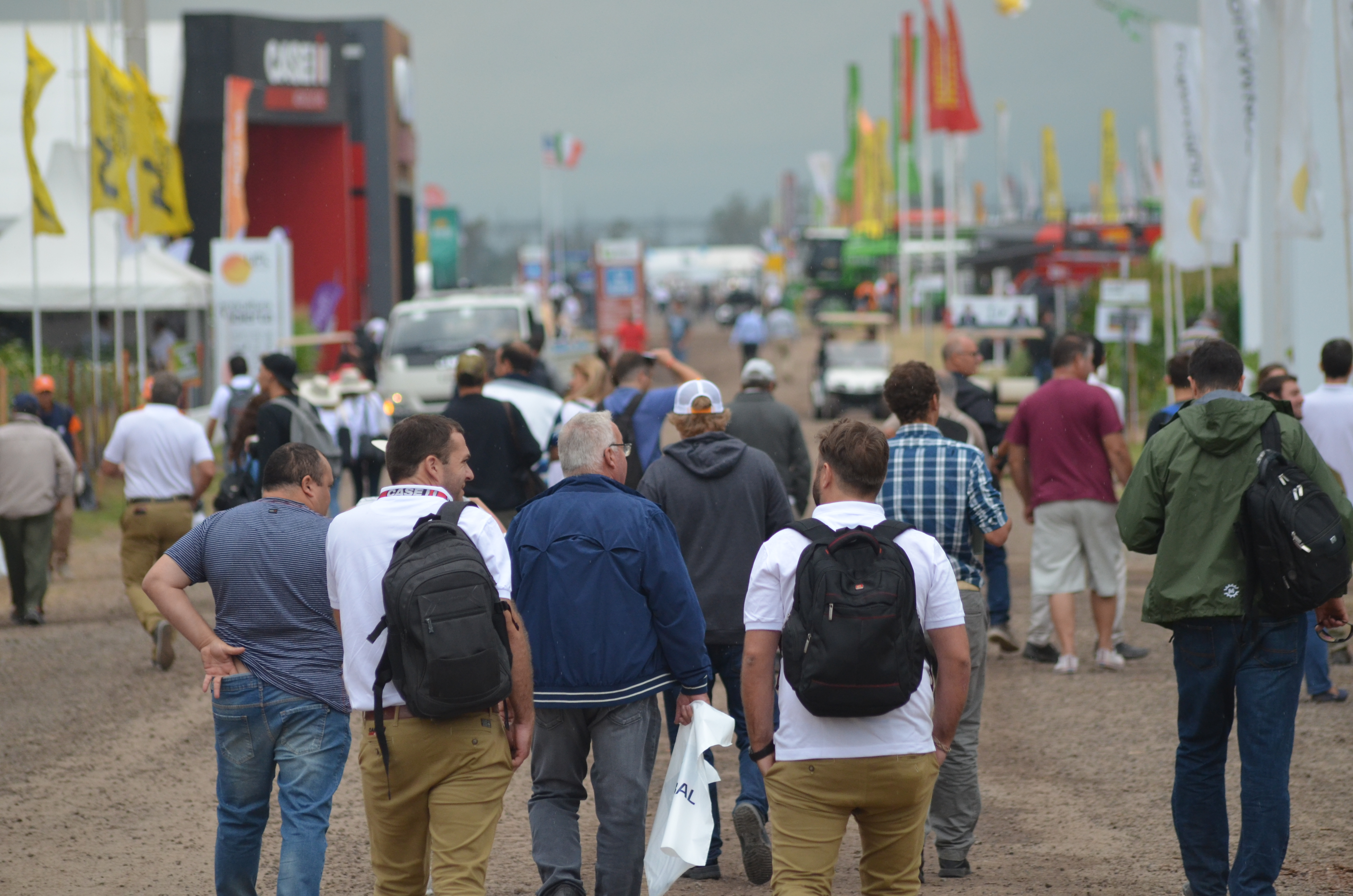
Visitantes en Expoagro 2020

## Internacional
A lo largo del año, Expoagro trabaja fuerte con el objetivo de fortalecer lazos internacionales estratégicos. Por esta razón, tiene varios Acuerdos de Cooperación con las exposiciones agropecuarias más importantes del mundo, tales como: Agritechnica en Alemania, EIMA en Italia, NAMPO en Sudáfrica, Farm Progress Show en Estados Unidos, Agrishow en Brasil, Fexpocruz en Bolivia, entre otras. 
En el marco de cada exposición se organizan Rondas de Negocios Internacionales con el objetivo de reforzar las oportunidades de negocio que Expoagro genera entre expositores argentinos y compradores de todo el mundo.
La Carpa Internacional es el espacio exclusivo para los visitantes internacionales (productores, industriales, diplomáticos, cámaras empresarias) que arriban a Expoagro interesados en la potencialidad del sistema productivo argentino. 

## Ediciones
| Edición          | Año  | Fecha             | Ubicación                               | Localidad   | Superficie |
| ---------------- | ---- | ----------------- | --------------------------------------- | ----------- | ---------- |
| 1°               | 2007 | 14 al 17 de marzo | Ruta provincial 65                      | Junín       |            |
| 2°               | 2008 | 5 al 8 de marzo   | Ruta nacional 9, km 407                 | Armstrong   |            |
| 3°               | 2009 | 4 al 7 de marzo   | Ruta nacional 9, km 238                 | Theobald    | 167.500 m² |
| 4°               | 2010 | 3 al 6 de marzo   | Ruta nacional 9, km 212                 | Baradero    | 226.150 m² |
| 5°               | 2011 | 2 al 5 de marzo   | Ruta nacional 9, km 121                 | Baradero    | 231.420 m² |
| 6°               | 2012 | 6 al 9 de marzo   | Ruta provincial 65                      | Junín       | 280.010 m² |
| 7°               | 2013 | 5 al 8 de marzo   | Ruta nacional 9, km 121                 | Baradero    | 193.160 m² |
| 8°               | 2014 | 12 al 15 de marzo | Ruta nacional 9, km 214                 | Ramallo     | 188.960 m² |
| 9°               | 2015 | 3 al 6 de marzo   | Ruta nacional 9, km 214                 | Ramallo     | 192.960 m² |
| 10°              | 2016 | 8 al 11 de marzo  | Ruta nacional 9, km 214                 | Ramallo     | 192.960 m² |
| 11°              | 2017 | 7 al 11 de marzo  | Predio estable: Ruta nacional 9, km 225 | San Nicolás | 200.000 m² |
| 12°              | 2018 | 13 al 16 de marzo | Predio estable: Ruta nacional 9, km 225 | San Nicolás | 200.000 m² |
| 13°              | 2019 | 10 al 15 de marzo | Predio estable: Ruta nacional 9, km 225 | San Nicolás | 200.000 m² |
| Edición YPF Agro | 2020 | 10 al 13 de marzo | Predio estable: Ruta nacional 9, km 225 | San Nicolás | 222.955 m² |
| Edición YPF Agro | 2023 | 7 al 10 de marzo  | Predio estable: Ruta nacional 9, km 225 | San Nicolás | 222.955 m² |
| Edición YPF Agro | 2024 | 5 al 8 de marzo   | Predio estable: Ruta nacional 9, km 225 | San Nicolás | 222.955 m² |